# Obages cameroni
Obages cameroni är en skalbaggsart som beskrevs av Stefan von Breuning 1972. Obages cameroni ingår i släktet Obages och familjen långhorningar. Inga underarter finns listade i Catalogue of Life.